# In utero
In utero je latinský termín (in v, uterus děloha) užívaný v biologii a medicíně. Znamená „v děloze“ a užívá se při popisu výskytu, polohy atp. embrya a plodu v děloze.
Jak v české, tak světové odborné literatuře včetně anglické je zvykem psát termín in utero kurzívou.